# Богдан Горанов
Богдан Иванов Горанов е български просветен деец.

## Биография
Роден е през 1847 година в Карлово. Учи философия и естествени науки в Прага, Мюнхен и Лайпциг. След завръщането си учителства в Пловдив (1866 – 1868), София (1869 – 1870), Търново (1870 – 1872) и Болград, Бесарабия (1876 – 1879). През 1870 – 1872 година е председател на Търновското читалище „Надежда“. Сътрудник и редактор е на списание „Читалище“ (1870 – 1875). След Освобождението работи в Министерство на народното просвещение (1879 – 1881), главен секретар на Министерския съвет (1882 – 1892), управляващ българското княжеско агентство в Букурещ (1888) и дипломатическото агентство в Белград (1892 – 1895). Превежда „Животът на госпожа де Савинье“ от Алфонс дьо Ламартин (1871), драмата „Фиеско“ от Фридрих Шилер (1876), „Егмонд“ от Йохан Гьоте (1882) и други.
Умира през 1907 година в София.